# Zoološki vrt u Karagandi
Zoološki vrt u Karagandi (kazaški: Қарағанды хайуанаттар бағы; rus. Карагандинский зоопарк) je državni zoološki vrt grada Karagande u Kazahstanu. 
Ovaj zoološki vrt pokriva 43,5 hektara, i jedan je od najvećih i najstarijih zooloških parkova u Republici Kazahstan.
Zoološki vrt je najpoznatiji kao dom slona Batira, koji je „govorio“ do svoje smrti 1993. godine.

## Galerija
- Bengalski tigar
- Hijena
- Modro-žuta ara